# Reguła Bergmanna
Reguła Bergmanna – reguła ekogeograficzna sformułowana w 1847 przez niemieckiego biologa Carla Bergmanna. Mówi, że zwierzęta stałocieplne, jednego gatunku lub blisko ze sobą spokrewnione, są tym większe, im chłodniejszy jest klimat, w którym żyją. Uważa się to za przystosowanie polegające na zmniejszeniu powierzchni ciała w stosunku do jego masy – ogranicza ono zatem utratę ciepła i ułatwia utrzymanie stałej temperatury ciała w zimnym klimacie. Odwrotnie, w klimacie gorącym zwierzęta mają większą powierzchnię ciała w stosunku do jego masy, co zwiększa ich możliwości chłodzenia organizmu. Przykłady: jeleń, niedźwiedź, dzik, puchacz, kruk, pingwin.
Dla zwierząt zmiennocieplnych zależność ta jest odwrotna.